# De Avonden
De Avonden é um filme de drama neerlandês de 1989 dirigido e escrito por Rudolf van den Berg. Foi selecionado como representante dos Países Baixos à edição do Oscar 1991, organizada pela Academia de Artes e Ciências Cinematográficas.

## Elenco
- Thom Hoffman - Frits van Egters
- Rijk de Gooyer - Vader
- Viviane de Muynck - Moeder
- Pierre Bokma - Maurits
- Elja Pelgrom - Bep